# Cotești
Coteşti é uma comuna romena localizada no distrito de Vrancea, na região de Moldávia. A comuna possui uma área de 41.32 km² e sua população era de 5006 habitantes segundo o censo de 2007.